# Hypofungerende
Hypofungerende (fra græsk: hypo= under), altså en formindsket funktion, under det normale, modsat hyperfungerende.